# اینا دلتچوا
اینا دلتچوا (بلغاری: Ина Делчева؛ زادهٔ ۲۰ ژوئیهٔ ۱۹۷۷) ژیمناست ریتمیک زن اهل بلغارستان بود.